# Ærø Kommune

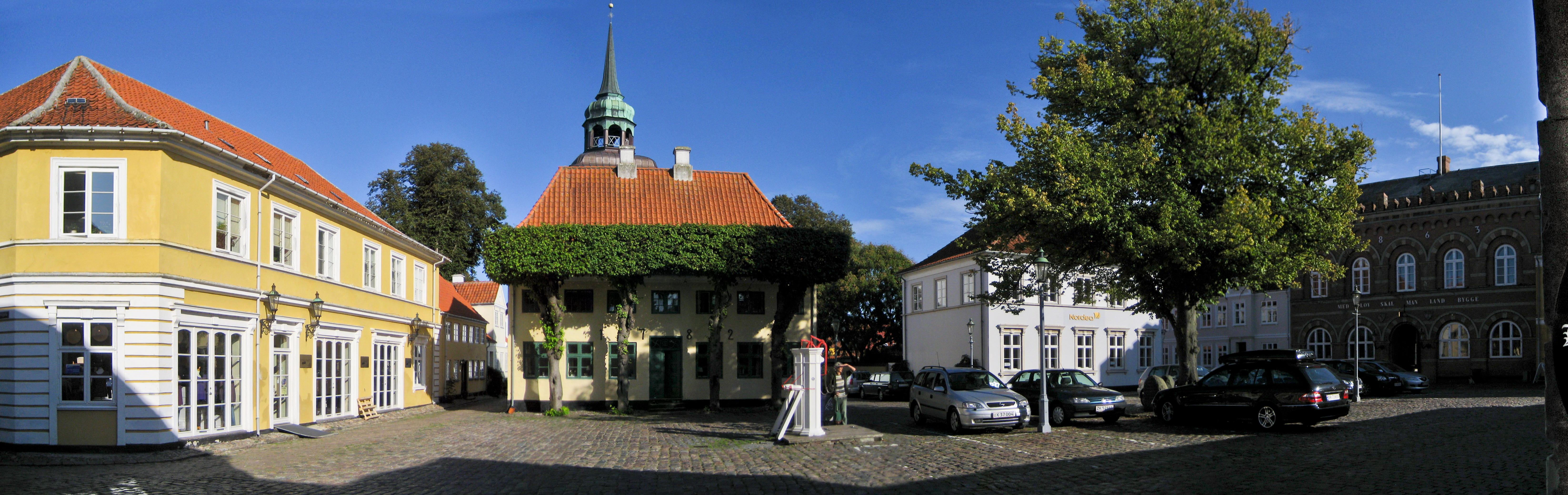
Rathaus der Ærø Kommune in Ærøskøbing (Mitte)

Ærø Kommune ist eine dänische Kommune. Die Kommune umfasst die Insel Ærø südlich von Fünen sowie einige kleinere Inseln. Sie hat eine Gesamtbevölkerung von 6008 Einwohnern (Stand 1. Januar 2023) und eine Fläche von 90,10 km². Der Sitz der Verwaltung ist in Ærøskøbing.
Bis zum Deutsch-Dänischen Krieg 1864 gehörte Ærø zum Herzogtum Schleswig. Bei der Grenzregulierung im Frieden von Wien kam es direkt an das Königreich Dänemark. Bis 1970 bildete es eine eigene Harde Ærø Herred im damaligen Svendborg Amt; danach entstanden auf der Insel die Kommunen Marstal und Ærøskøbing im Fyns Amt, die am 1. Januar 2006, also schon ein Jahr vor der Kommunalreform zum 1. Januar 2007, in der „neuen“ Kommune aufgegangen sind und seit der Kommunalreform zur Region Syddanmark gehören.

## Kirchspielsgemeinden und Ortschaften in der Kommune
Auf dem Gemeindegebiet liegen die folgenden Kirchspiele (dän.: Sogn) und Ortschaften mit über 200 Einwohnern (byer nach Definition der dänischen Statistikbehörde), bei einer eingetragenen Einwohnerzahl von Null hatte der Ort in der Vergangenheit mehr als 200 Einwohner:
| Nr. | Kirchspiel (dän.: Sogn) | Einwohner | Karte          | Ortschaft | Einwohner |
| --- | ----------------------- | --------- | -------------- | --------- | --------- |
| 1   | Søby Sogn               | 606       |                | Søby      | 436       |
| 2   | Bregninge Sogn          | 481       | Bregninge (a)  | < 200     |           |
| 3   | Tranderup Sogn          | 363       | Vindeballe (a) | 204       |           |
| 4   | Ærøskøbing Sogn         | 972       | Ærøskøbing     | 914       |           |
| 5   | Rise Sogn               | 819       |                |           |           |
| 6   | Marstal Sogn            | 2.765     | Marstal Ommel  | 2119 268  |           |

## Städtepartnerschaften
Die Kommune unterhält Städtepartnerschaften mit: 
- Deutschland: Elsfleth,
- Deutschland: Glücksburg
- Schweden: Eksjö

## Persönlichkeiten
- Christian Ludwig Ernst von Stemann (1802–1876), deutsch-dänischer Jurist und Historiker, Landsvogt von Ærø und Präses des Stadt- und Landgerichts von Ærø